# مزرعه هارونک
مزرعه هارونک یک روستا در ایران است که در استان فارس واقع شده‌است. مزرعه هارونک ۳۲ نفر جمعیت دارد.